# Jessica93
Jessica93 — французский сольный музыкальный проект, созданный Жоффруа Лапортом в 2010 году, базирующийся в Париже. Обычно относится к стилям инди-рок, панк, гранж и шугейз, в то время как сам Лапорт описывает проект как «смешение духа 80-х и саунда 90-х».

## История

### До проекта Jessica93
До создания проекта Jessica93 Жоффруа Лапорт был основателем и участником таких групп, как Natural Moustik (2005—2008) и Mobylette Facile (2008—2010). Параллельно с этим он был гитаристом в группе Louise Mitchels с 2008 по 2012 год, а в 2008 году создал ещё одну группу с художницей Джулией Джудет под названием MissFist. При участии Жоффа Лапорт было выпущено две пластинки Louise Mitchels и две пластинки — MissFist, все на различных андеграундных лейблах, таких как Et Mon Cul C’est Du Tofu?.

### Создание Jessica93
В 2010 году Лапорт по совету своего друга, комиксиста и музыканта Давида Снага, создал сольный проект, который, после нескольких концертов, превратился в Jessica93. В 2012 году был выпущен первый альбом Jessica93 — «Self-Titled» (S/T) на парижском лейбле Et Mon Cul C’est Du Tofu? и нескольких других, таких как Attila Tralala, Wee Wee Records, Tandori Records или Corn Dog Records.
В 2013 году второй альбом «Who Cares» был выпущен лейблами Teenage Menopause и Music Fear Satan и получил хорошие отзывы во французской инди-рок-сцене. В 2014 на тех же лейблах был выпущен «Rise», который был выбран альбомом года французским инди-рок-журналом New Noise.
С 2016 года Лапорт приглашает в состав проекта других музыкантов, впоследствии признавшись в интервью, что «за 6 лет он устал работать в одиночестве». В 2017 году они выпускают «Guilty Species», первый альбом, предназначенный для живого исполнения в составе группы. До 2019 года Jessica93 гастролировала по Европе и России в составе Жоффруа Лапорта, Дэвида Снага (Trotski Nautique), Эрика Брикки (Bitpart) и Генри Адама (T.I.T.S, Feeling Of Love).
В 2019 году проект Jessica93 из-за внутренних размолвок возвращается к своему оригинальному составу в лице Жоффа Лапорта. С того же времени музыкант работает над новым сольным альбомом, релиз которого продолжает откладываться благодаря неблагополучной эпидемиологической обстановке.

## Дискография
- 2012 — S/T
- 2013 — Who Cares
- 2014 — Rise
- 2017 — Guilty Species

## Синглы
- 2014 — Something in the way
- 2014 — Asylum
- 2017 — R.I.P. in Peace
- 2017 — Mental Institution